# Daniel Jeandupeux
Daniel Jeandupeux est un entraîneur de football suisse, ancien footballeur professionnel, né le 7 février 1949 à Saint-Imier. Il possède également la nationalité française.

## Biographie
Élève à l’École normale de Neuchâtel, où il obtient le brevet d’instituteur en 1971, Daniel Jeandupeux fait ses débuts de footballeur au FC La Chaux-de-Fonds, en LNA. Il fait ses débuts en équipe nationale suisse, où il sera sélectionné à 35 reprises. Il marquera deux buts avec la sélection, notamment un lors d'un match contre l'Angleterre, le 13 octobre 1971.

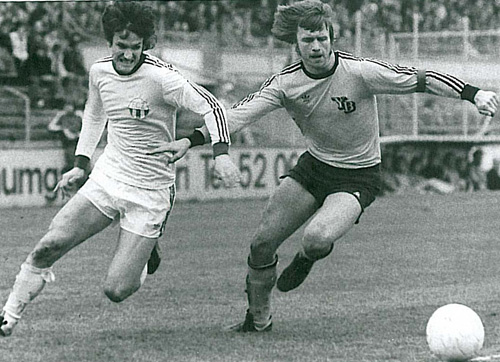
Daniel Jeandupeux (à gauche), sous le maillot du FC Zurich.

En 1972, il rejoint le FC Zurich, avec lequel il remporte la Coupe de Suisse (1973) puis le championnat, à deux reprises (1974 et 1975). Meilleur buteur du championnat suisse cette dernière saison, il est engagé par les Girondins de Bordeaux, en France, où il réalise deux belles saisons (24 buts en 64 matchs).
Le 1er octobre 1977, un tacle violent du Marseillais Marc Berdoll lui vaut une double fracture ouverte, dont il ne se remet pas. Daniel Jeandupeux met un terme à sa carrière de footballeur, et se dirige vers celle d'entraîneur.
Il commence sa carrière sur le banc au FC Sion en 1979, avec lequel il remporte la coupe de Suisse en 1980. Il est embauché en 1980 par le FC Zurich : il y remporte le titre de champion de Suisse et la coupe de la Ligue suisse en 1981. Il est élu meilleur entraîneur suisse de l'année en 1980 et 1981. En 1983, il quitte le FC Zurich, et dirige le Toulouse FC pendant deux saisons.
De retour en Suisse, il devient sélectionneur national de janvier 1986 à mai 1989.
En 1989, il est recruté par le Stade Malherbe de Caen, en France, avec lequel il atteint la 5e place de Division 1 lors de la saison 1991-1992. Il est élu entraineur français de l'année 1991. Le club est qualifié pour la Coupe UEFA, une première pour le club, mais est éliminé au premier tour par le Real Saragosse. En 1994, son contrat n'est pas renouvelé, et il part à Strasbourg, où il ne reste qu'une saison.
En 1997, il revient à Caen, appelé par le nouveau président, Jean Pingeon, et occupe le poste de manager général pendant trois saisons.
En février 2004, il retrouve le poste d'entraîneur au Mans, sur le point de redescendre en Ligue 2 après une première saison difficile en élite. Il se voit décerner le prix du fair-play en mars 2004, pour avoir considéré après un match qu'un de ses joueurs, Thabang Molefe, aurait dû être exclu après un tacle dangereux sur Peguy Luyindula. En décembre 2004, il est remplacé par Frédéric Hantz, et devient directeur technique, puis directeur sportif et recruteur. Au terme de la saison 2006-2007, Daniel Jeandupeux voit sa mainmise sur le recrutement poser des problèmes internes[réf. nécessaire], en particulier avec l'entraîneur Frédéric Hantz qui part pour Sochaux le 31 mai 2007.
Devenu en septembre 2007 le conseiller du Président Henri Legarda, il est de nouveau nommé comme entraîneur de l'équipe première le 2 février 2009, en remplacement d'Yves Bertucci qui devient son adjoint. Il est remplacé par Paulo Duarte à l'inter saison 2009. Il quitte la direction du club manceau en juin 2012.

## Palmarès

### En tant que joueur

#### En club
- Champion de Suisse en 1974 et en 1975 avec le FC Zurich
- Vainqueur de la Coupe de Suisse en 1972 et en 1973 avec le FC Zurich

#### En équipe de Suisse
- 35 sélections et 2 buts entre 1969 et 1977

#### Distinction individuelle
- Meilleur buteur du Championnat de Suisse en 1974 (22 buts)

### En tant qu'entraîneur

#### En club
- Champion de Suisse en 1981 avec le FC Zurich
- Vainqueur de la Coupe de Suisse en 1980 avec le FC Sion
- Vainqueur de la Coupe de la Ligue suisse en 1981 avec le FC Zurich
- Finaliste de la Coupe de Suisse en 1981 avec le FC Zurich

#### Distinctions individuelles
- Élu entraîneur de l'année du championnat de Suisse en 1980 et en 1981 avec le FC Zurich
- Élu entraîneur de l'année de Division 1 par France Football en 1991 avec le SM Caen

## Ouvrages
- Daniel Jeandupeux, Foot, ma vie, Lausanne, 1976
- Daniel Jeandupeux, Les Sorciers du foot, Éds du Rocher 1997